# Ernie Parker
Ernie F. Parker (född 5 november 1883 i Perth, Australien, död 2 maj 1918 i Frankrike, Första världskriget) var en australisk manlig tennisspelare, aktiv under 1910-talet. 
Ernie Parker är främst bekant för sin singeltitel 1913 i Australiska mästerskapen. Turneringen spelades på den tiden på gräsbanor på Warehousemen's Cricket Club i Albert Park i Melbourne. I finalen besegrade han Harry Parker med siffrorna 2-6, 6-1, 6-2, 6-3. Redan 1909 var Ernie Parker i final i turneringen, men han förlorade den gången mot storspelaren, nyzeeländaren Anthony Wilding som vann med siffrorna 6-1 7-5 6-2.  
Ernie Parker vann också dubbeltiteln i turneringen 1909 (tillsammans med J. Keane) och 1913 (tillsammans med Alf Hedeman). 

## Grand Slam-titlar
- Australiska mästerskapen
  - Singel - 1913
  - Dubbel - 1909, 1913

### Webbkällor
- GRAND SLAM TENNIS ARCHIVE
- Cricinfo